# NGC 3914
NGC 3914 este o radiogalaxie situată în constelația Fecioara. A fost descoperită în 13 aprilie 1784 de către William Herschel. Se află la o distanță de 80,17 de megaparseci de Pământ.